# Rhaphiomidas painteri
Rhaphiomidas painteri är en tvåvingeart som beskrevs av Mont A. Cazier 1941. Rhaphiomidas painteri ingår i släktet Rhaphiomidas och familjen Mydidae.
Artens utbredningsområde är New Mexico. Inga underarter finns listade i Catalogue of Life.